# UnitedHealthcare Pro Cycling/Saison 2011
Dieser Artikel listet Erfolge und Mannschaft des Radsportteams UnitedHealthcare Pro Cycling in der Saison 2011 auf.

## Erfolge in der UCI America Tour
| Datum     | Rennen                            | Kat. | Fahrer        |
| --------- | --------------------------------- | ---- | ------------- |
| 5. August | 1. Etappe Tour of Elk Grove (EZF) | 2.2  | Karl Menzies  |
| 7. August | 3. Etappe Tour of Elk Grove       | 2.2  | Hilton Clarke |

## Erfolge in der UCI Asia Tour
| Datum      | Rennen                         | Kat. | Fahrer         |
| ---------- | ------------------------------ | ---- | -------------- |
| 30. Januar | 8. Etappe Tour de Langkawi     | 2.HC | Robert Förster |
| 5. Juli    | 4. Etappe Tour of Qinghai Lake | 2.HC | Robert Förster |

## Erfolge in der UCI Europe Tour
| Datum     | Rennen                       | Kat. | Fahrer         |
| --------- | ---------------------------- | ---- | -------------- |
| 29. April | 2a. Etappe Vuelta a Asturias | 2.1  | Robert Förster |

## Abgänge – Zugänge
| Zugänge           | Team 2010                | Abgänge         | Team 2011                        |
| ----------------- | ------------------------ | --------------- | -------------------------------- |
| Christian Meier   | Garmin-Transitions       | Marc de Maar    | Quick Step                       |
| Charles Wegelius  | Omega Pharma-Lotto       | Chris Baldwin   | Bissell Cycling                  |
| Robert Förster    | Team Milram              | Roman Kilun     | Kenda-5-Hour Energy Cycling Team |
| Scott Zwizanski   | Kelly Benefit Strategies | Matthew Crane   | RealCyclist.com Cycling Team     |
| Boy van Poppel    | Rabobank Continental     | Eric Barlevav   | Team Exergy                      |
| Davide Frattini   | Team Type 1              | Timothy Johnson | Cannondale/Cyclocrossworld.com   |
| Christopher Jones | Team Type 1              |                 |                                  |

## Mannschaft
| Name              | Geburtstag        | Nationalität           |              |
| ----------------- | ----------------- | ---------------------- | ------------ |
| Hilton Clarke     | 11. Juli 1979     | Australien             |              |
| Jonathan Clarke   | 18. Dezember 1984 | Australien             |              |
| Robert Förster    | 27. Januar 1978   | Deutschland            |              |
| Davide Frattini   | 6. August 1978    | Italien                |              |
| Adrian Hegevary   | 15. Januar 1984   | Vereinigte Staaten     |              |
| Max Jenkins       | 5. Dezember 1986  | Vereinigte Staaten     |              |
| Christopher Jones | 6. August 1979    | Vereinigte Staaten     |              |
| Jake Keough       | 18. Juni 1987     | Vereinigte Staaten     |              |
| Christian Meier   | 21. Februar 1985  | Kanada                 |              |
| Karl Menzies      | 17. Juni 1977     | Australien             |              |
| Andrew Pinfold    | 14. August 1978   | Kanada                 |              |
| Boy van Poppel    | 18. Januar 1988   | Niederlande            |              |
| Morgan Schmitt    | 3. Januar 1985    | Vereinigte Staaten     |              |
| Rory Sutherland   | 8. Februar 1982   | Australien             |              |
| Charles Wegelius  | 26. April 1978    | Vereinigtes Königreich |              |
| Bradley White     | 15. Januar 1982   | Vereinigte Staaten     |              |
| Scott Zwizanski   | 29. Mai 1977      | Vereinigte Staaten     |              |
| Stagiaires        | Stagiaires        | Nationalität           | Nationalität |
| Andrea Di Corrado | Andrea Di Corrado | Italien                |              |
| Michele Nodari    | Michele Nodari    | Italien                |              |
| Davide Orrico     | Davide Orrico     | Italien                |              |

## Platzierungen in UCI-Ranglisten
UCI America Tour 2011
|      | Fahrer            | Punkte |
| ---- | ----------------- | ------ |
| 27.  | Robert Förster    | 61     |
| 99.  | Rory Sutherland   | 29     |
| 145. | Jake Keough       | 17     |
| 182. | Hilton Clarke     | 13     |
| 206. | Karl Menzies      | 12     |
| 246. | Christian Meier   | 8      |
| 276. | Scott Zwizanski   | 8      |
| 326. | Andrew Pinfold    | 5      |
| 378. | Christopher Jones | 3      |

UCI Asia Tour 2011
|      | Fahrer            | Punkte |
| ---- | ----------------- | ------ |
| 23.  | Robert Förster    | 100    |
| 121. | Jake Keough       | 22     |
| 275. | Christopher Jones | 6      |
| 303. | Hilton Clarke     | 4      |

UCI Europe Tour 2011
|       | Fahrer           | Punkte |
| ----- | ---------------- | ------ |
| 369.  | Rory Sutherland  | 43     |
| 418.  | Robert Förster   | 38     |
| 463.  | Boy van Poppel   | 33     |
| 659.  | Christian Meier  | 17     |
| 752.  | Charles Wegelius | 12     |
| 1121. | Scott Zwizanski  | 4      |
| 1212. | Jake Keough      | 2      |